# Силинська-1
Си́линська-1 (рос. Силинская-1) — присілок у складі Верховазького району Вологодської області, Росія. Входить до складу Морозовського сільського поселення.

## Населення
Населення — 87 осіб (2010; 103 у 2002).
Національний склад (станом на 2002 рік):
- росіяни — 100 %